# De 538 Ochtendshow met Frank Dane
De 538 Ochtendshow met Frank Dane werd van 2 januari 2019 tot en met 24 december 2021 van maandag t/m vrijdag van 6:00 tot 10:00 uur uitgezonden op Radio 538. Op zaterdag was vanaf 2020 een compilatie-uitzending te horen tussen 08.00 en 12.00 uur onder de naam Het beste van de 538 Ochtendshow.

## Geschiedenis
Op 23 maart 2018 kondigde Edwin Evers aan te stoppen met zijn radioprogramma Evers Staat Op. Niet veel later maakte Frank Dane bekend Evers te gaan opvolgen.
Het team van de nieuwe ochtendshow bestond gedeeltelijk uit mensen die ook al werkzaam waren bij de voorganger Evers Staat Op. Sidekick Jelte van der Goot bleef met nieuwslezer Henk Blok verbonden aan de ochtendshow van het radiostation. Voormalig nieuwslezeres van 538 Hannelore Zwitserlood keerde terug bij de radiozender als sidekick. Jelmer Gussinklo, net als Van der Goot en Blok al eerder werkzaam bij de ochtendshow, schoof ook aan als sidekick.
Na ruim een jaar werd op 8 mei 2020 bekend dat Blok zou stoppen als nieuwslezer van het programma vanwege gezondheidsproblemen. Voormalig RTL Nieuwslezer Roelof Hemmen kwam over van BNR Nieuwsradio en werd per 2 juni 2020 de opvolger van Blok. In april 2021 werd bekend dat Zwitserlood het team zou gaan verlaten. Ze was op 28 april 2021 voor het laatst te horen.

#### Olympische Spelen 2021
De 538 Ochtendshow zou in 2020 net als zijn voorganger Evers Staat Op live worden uitgezonden vanaf de Olympische Spelen, dit keer vanuit het Holland Heineken House in Tokio. Echter werden de Olympische Spelen in 2020 uitgesteld vanwege de coronapandemie. Een jaar later konden de Olympische Spelen alsnog worden gehouden, maar vanwege de aanhoudende pandemie mochten er geen buitenlanders naar Tokio reizen. Het gevolg hiervan was dat Dane niet naar Tokio kon afreizen om daar zijn ochtendshow te presenteren. Het programma kwam daarom tijdens de Spelen niet vanuit Tokio, maar vanuit Scheveningen. Dane presenteerde hier tijdens de Spelen zijn ochtendshow op het Olympic Festival dat werd georganiseerd als alternatief voor het Holland Heineken House. Hiermee was dit de eerste keer sinds 1996 dat de ochtendshow van Radio 538 niet vanaf de locatie van de Olympische Spelen werd uitgezonden.

### OpvolgerDe 538 Ochtend
Op 28 december 2021 werd bekend dat Dane en zijn team niet terug zouden keren in het nieuwe jaar. Wietze de Jager, Klaas van der Eerden en nieuwslezer Mart Grol zouden hun gaan opvolgen. Het nieuwe programma begon formeel vanaf 3 januari 2022, maar Dane maakte al zijn laatste uitzending op 24 december 2021. De tussenliggende periode maakten De Jager en zijn team al een officieuze ochtendshow, omdat Dane en zijn team kerstvakantie hadden. De Jager was in de voorgaande periode al meerdere malen te horen als vervanger van Dane wanneer deze vakantie had.